# NGC 1207
NGC 1207 (другие обозначения — UGC 2548, MCG 6-7-43, ZWG 524.55, KCPG 87, IRAS03050+3811, PGC 11737) — спиральная галактика (Sb) в созвездии Персей.
Этот объект входит в число перечисленных в оригинальной редакции «Нового общего каталога».
Галактика NGC 1207 входит в состав группы галактик NGC 1207. Помимо NGC 1207 в группу также входят NGC 1233 и UGC 2604.
Ни один из Гершелей не упомянул яркую область на западно-северо-западном конце галактики. Её наблюдали Самуэль Хантер, помощник Уильяма Парсонса 18 ноября 1862 года на 72-дюймовом телескопе «Левиафан» и Джон Дрейер 27 декабря 1877 года. Льюис Свифт также наблюдал NGC 1207, но неизвестно, опубликовал ли он где-либо заметки об этом наблюдении или просто отметил его в одном из своих писем.